# Павинский, Палладий Палладиевич
Палла́дий Палла́диевич Пави́нский (11 августа 1908, Владивосток  — 2 декабря 1993, Санкт-Петербург) — советский и российский физик-теоретик, доктор физико-математических наук, профессор.

## Биография
Родился в семье преподавателя русского языка и литературы, сосланного во Владивосток после окончания Императорского Санкт-Петербургского историко-филологического института, имел сестру Наталью. В 1912 году семья переехала в Полтаву, где отец Павинского основал так называемую «паевую гимназию».
Павинский окончил 7 классов средней школы, затем учился в профшколе на дорожно-строительном отделении. В 1925 году поступил в Петроградскую государственную консерваторию, в качестве экзаменационной работы сыграв 21-ю сонату Бетховена. Однако, заинтересовавшись физикой после прочтения «Курса физики» К. Д. Краевича, Павинский экстерном сдал экзамены за среднюю школу и в 1928 году поступил на физический факультет Ленинградского государственного факультета.
Павинский был одним из первых (вместе с М. Г. Веселовым) аспирантом В. А. Фока и в 1937 году защитил кандидатскую диссертацию по задаче о столкновении протонов с протонами с учётом кулоновского поля отталкивания и короткодействующих ядерных сил, после чего был оставлен на кафедре сначала в должности ассистента, затем доцента, профессора и, наконец, ведущего научного сотрудника. В 1950—1952 годах Павинский заведовал новой кафедрой теоретической ядерной физики, однако после её ликвидации вернулся на кафедру теоретической физики, а после ее разделения стал работать на кафедре квантовой механики, где читал курсы лекций по теоретической механике, термодинамике и статистической физике, квантовой механике и электродинамике.
В 1957 году Павинский вместе с женой попал в автомобильную аварию, оба получили тяжёлые травмы, жена через несколько лет скончалась от осложнений. Павинский передвигался только с палкой, перенёс несколько операций, в частности установку электростимулятора.
Павинский был заместителем ответственного редактора журнала «Вестник Ленинградского университета. Серия „Физика, химия“», членом специализированных советов по защите кандидатских и докторских диссертаций.

## Научная деятельность
Научная работа Павинского началась с уже упомянутой задачи о столкновении протонов. В свою очередь докторскую диссертацию Павинский защитил по обобщению релятивистских уравнений Клейна — Фока и Дирака на высшие спины с дальнейшим развитием исследований Фирца и Паули.
Павинским была решена обратная задача теории рассеяния, выполнен ряд работ по расчёту электромагнитных полей, по рассеянию света в кристаллах, по простым квантовым системам. Также им были написаны работы, посвящённые истории университета, учёным-физикам.

## Адреса в Санкт-Петербурге
- Заячий переулок
- Московский пр., 199